# Lista de personagens de Tom e Jerry Nutcracker Tale

## Animais
- Jerry: O famoso Jerry tem um sonho, saber dançar. Mas o desejo se estendeu, dando um reino e vida aos brinquedos.

- Tuffy: O sobrinho de Jerry também entra nessa aventura sendo o capitão rato do reino.

- Tom: O Tom agora é o capitão do reino do Rei dos Gatos. Ele comanda os soldados do reino, mas ele tem muitos azares durante o filme todo.

- Rei dos Gatos: Ele era simplesmente um rei dos gatos mas quando chegou no reino se tornou mesmo um rei. Ele sempre confunde o nome de Tom com Tim.

- Ministro Lacraio: Ele é o gato ruivo que sempre elogia o Rei. Ele corrige o Rei de falar Tim numa cena do filme.

## Humanos
- Bailarina: Ela apareceu no final e começo do filme primeiro Jerry jogou uma rosa para ela e depois ela joga uma rosa para ele.

- Criador de Brinquedos: Ele aparece só no final.Na oficina dele e no teatro. Ele botou mais cola no Paulie e deu a cordinha mágica para Jerry.

## Brinquedos
- Paulie: Ele na verdade é uma decoração mas o criador de brinquedos costurou e botou mais cola nele.

- Nelly: Ela é a cavalinho que anda com rodas e só fala se alguem puxa sua cordinha. Ela traiu Jerry, Paulie e Tuffy e se sentiu culpada, mas eles perdoaram ela.

- Soldados de Chumbo: Eles ficam na oficina do criador de brinquedos.Jerry usou a cordinha mágica em todos da oficina.

- Bailarina: Ela foi a principal prisioneira do reino.Ela gosta de Jerry e para escapar da gaiola teve que brincar com uma chave e um chaveiro com o rei dos gatos.

## Brinquedos de fundo
- Ursinho de Pelúcia: Ele é um ursinho de pelúcia que adora mel e foi o segundo brinquedo a ganhar vida.

- Bonequinha: Ela é a faxineira do palácio e foi o primeiro brinquedo a ganhar vida.